# Béatrix de L'Aulnoit
Béatrix Houzé de L'Aulnoit, née à Lille le 14 avril 1949, est une journaliste et écrivaine française.

## Biographie
Titulaire d'une licence d'histoire (Lille 1969), diplômée de l'Institut d'études politiques[Lequel ?] (section Politique, économique et sociale, promotion 1972), journaliste à Elle, Cosmopolitan, Marie Claire (rédactrice en chef adjointe), Droit de réponse, elle a publié plusieurs essais : Un Pantalon pour Deux (Stock, 1984), Un homme peut en cacher un autre (Stock, 1985), Gorby passe à l'Ouest (Stock, 1988), Les Rochambelles, (Jean-Claude Lattès, 1992), Le Triangle de Tokyo (Denoël, 1998), Moi Winston Churchill (Tallandier, 2017) ainsi que des livres politiques et des biographies, notamment en collaboration avec le journaliste et écrivain Philippe Alexandre.

### Télévision
Elle a collaboré à l'émission Secrets d'Histoire consacrée à Winston Churchill, intitulée Churchill, le lion au cœur tendre diffusée le 23 août 2016 sur France 2.

## Publications
- 1984 : Un pantalon pour deux, Stock, 192 p. (ISBN 9782234108868)
- 1985 : Un homme peut en cacher un autre, Stock, 227 p. (ISBN 9782234108660)
- 1988 : Gorby passe à l'ouest, Stock, 254 p. (ISBN 9782234021273)
- 1992 : Les Rochambelles, JC Lattès (ISBN 9782709609449)
- 1998 : Le Triangle de Tokyo, Denoël, 368 p. (ISBN 9782207246344)
- 2000 : en collaboration avec Philippe Alexandre, La Dernière Reine, Victoria, Robert Laffont, coll. « Documento », 421 p. (ISBN 9782221136829)
- 2002 : en collaboration avec Philippe Alexandre, La Dame des 35 heures, Robert Laffont, 192 p. (ISBN 9782221094990)
- 2003 : en collaboration avec Philippe Alexandre, Le Roi Carême, Albin Michel, 448 p. (ISBN 9782226142023)
- 2004 : en collaboration avec Philippe Alexandre, La Dame à la cassette, Robert Laffont, 173 p. (ISBN 9782221103371)
- 2005 : en collaboration avec Philippe Alexandre, Trop d'impôts tue l'emploi, Robert Laffont, 207 p. (ISBN 9782221105153)
- 2009 : avec Philippe Alexandre, Pour Mon Fils, pour Mon Roi : la reine Anne, mère de Louis XIV, Robert Laffont, 368 p. (ISBN 9782221109274) ; prix Hugues Capet en 2009
- 2010 : en collaboration avec Philippe Alexandre, Des fourchettes dans les étoiles : brève histoire de la gastronomie française, Fayard, 352 p. (ISBN 9782213655192)
- 2015 : en collaboration avec Philippe Alexandre, Clementine Churchill : la femme du Lion, Tallandier, 448 p. (ISBN 9791021038028)
- 2017 : Moi, Winston Churchill, Tallandier, 192 p. (ISBN 9791021026773)
- 2018 : avec Philippe Alexandre, Thomas Cook 1808-1892 : l'inventeur des voyages, Robert Laffont, 270 p.
- 2022 : Les Mille Vies d'Agatha Christie, Tallandier, 368 p. (ISBN 9791021055315 et 9791021038677)
- 2023 : Le Grand Condé : les secrets d'un héros, Tallandier, 384 p. (ISBN 9791021051669 et 9791021051683)